# Sisi (film 2009)
Sisi (niem. Sisi) – film telewizyjny z 2009 roku koprodukcji niemiecko-włosko-austriackiej. Film był emitowany w dwóch częściach. Jego treścią jest historia życia cesarzowej Elżbiety Bawarskiej, zwanej Sissi.

## Obsada
- Cristiana Capotondi – Sissi / Elżbieta Bawarska
- David Rott – Franciszek Józef I
- Martina Gedeck – arcyksiężna Zofia, matka Franciszka Józefa
- Licia Maglietta – księżna Ludwika; żona księcia Maxa, matka Elżbiety i Heleny
- Fritz Karl – hrabia Andrássy
- Franziska Sztavjanik – hrabina Zofia Esterházy
- Christiane Filangieri – Helena 'Néné' Bawarska, siostra Elżbiety
- Xaver Hutter – arcyksiążę Maksymilian; brat Franciszka Józefa
- Herbert Knaup – książę Max; mąż księżnej Ludwiki, ojciec Elżbiety i Heleny
- Friedrich von Thun – marszałek Radetzky